# Massacre de la Via Maqueda
Le massacre de la Via Maqueda ou massacre du pain (strage del pane, en italien) est un événement sanglant survenu à Palerme le 19 octobre 1944 (pendant la Seconde Guerre mondiale).
C'est l'un des premiers massacres documentés de la campagne d'Italie, « la première grande tragédie sicilienne de l'Italie libérée » selon l'historien Francesco Renda, et un épisode qui a accru le soutien des Siciliens au séparatisme sicilien et à la mafia.

## Déroulement
Les Siciliens connaissent un difficile accès à la nourriture depuis le débarquement allié sur l'île, aggravé par la raréfaction des ravitaillements par l'armée alliée depuis le retour de l'administration civile au gouvernement italien, et par le marché noir capté par la mafia. 
Des employés manifestent sur la Via Maqueda à Palerme pour protester contre le non-approvisionnement des cartes de rationnement. Sur leur route vers la Préfecture, installée alors au Palais Comitini, ils sont rejoints par la foule des quartiers populaires qui crie contre le manque de nourriture et de travail et l'échec de la reconstruction des bâtiments détruits,.
La foule, estimée à plus de 60 000 personnes, se retrouve vers midi devant le Palais Comiti, face aux soldats d'un peloton de l'Armée Royale, appartenant au 139e Régiment d'Infanterie Bari (issus de la 47e Division d'Infanterie Bari et constituant à partir du 30 septembre 1944 la IVe Brigade de Sécurité Intérieure).
Le haut commissaire Salvatore Aldisio ordonne alors la dispersion de la manifestation. 
Comme l'y autorise la circulaire de juillet 1943 du général Mario Roatta, la troupe fonce sur la foule en tirant avec une automitrailleuse et lance deux grenades à main sur les civils. L'effroi est général, des participants, notamment des enfants, sont piétinés dans l'affolement. À 13 h 15, la rue ne contient plus que les cadavres. 
Le haut commissaire Aldisio autorise à 16 h le retrait des corps par les familles, mais interdit tout enterrement public, instaure un couvre feu, proscrit toute réunion publique et tout rassemblement de plus de cinq personnes.

## Victimes
La répression fait au moins 24 morts et 158 blessés, dont deux femmes et quelques enfants. Un sous-lieutenant, trois sous-officiers et 21 soldats ont été déférés au tribunal militaire, mais relaxés en 1947, pour «excès coupable de légitime défense »,,,,,,,.